# Бранко Зебець
Бранко Зебець (сербохорв. Branko Zebec, нар. 17 травня 1929, Загреб — пом. 26 вересня 1988, Загреб) — югославський футболіст, що грав на позиції півзахисника. По завершенні ігрової кар'єри — футбольний тренер.
Як гравець: чемпіон і володар кубка Югославії, призер Олімпійських ігор і чемпіонату Європи, учасник двох чемпіонатів світу.
Як тренер: дворазовий чемпіон Німеччини, володар кубка Німеччини, кубка Югославії, кубка ярмарків, фіналіст Кубка чемпіонів

## Клубна кар'єра
Народився 17 травня 1929 року в місті Загреб. Вихованець юнацьких команд футбольних клубів «Граданскі Загреб» (попередник  «Динамо» Загреб), «Локомотива».
У дорослому футболі дебютував 1945 року виступами за команду клубу «Борац Загреб». Ще будучи гравцем «Бораца», потрапив до складу збірної Югославії, а згодом отримав запрошення до белградського клубу «Партизан», до складу якого приєднався 1952 року. В той час Зебець виступав на позиції лівого нападника, а у півзахист він перейде уже в середині 50-х років. Сучасники виділяли у грі Зебеця високу техніку, універсалізм, диригентські і лідерські якості.
За сім років у складі «Партизана» Бранко Зебець виграв з клубом три титули володаря кубка Югославії. Зіграв у першому розіграші Кубка Європейських чемпіонів сезону 1955-56 років, незважаючи на те, що «Партизан» не був переможцем національної першості, мало того, посів лише 5-е місце. Справа в тому, що в той час ще не було чіткого правила, що до участі у змаганнях допускаються лише чемпіони країн. Місцеві федерації могли вибирати, кого делегувати у континентальній турнір.
Титул чемпіона країни виграв у клубі «Црвена Звезда», біло-червоні кольори якого захищав протягом 1959—1961 років.
1961 року перейшов до німецького клубу «Алеманія» (Аахен), за який відіграв 4 сезони. Більшість часу, проведеного у складі «Алеманії», був основним гравцем команди.

## Виступи за збірну
1951 року дебютував в офіційних матчах у складі національної збірної Югославії. Протягом кар'єри, яка тривала 11 років, провів у формі головної команди країни 65 матчів, забивши 17 голів.
У складі збірної був учасником футбольного турніру на Олімпійських іграх 1952 року у Гельсінкі, де разом з командою здобув «срібло», а також виграв титул найкращого бомбардира першості із сімома голами.
У 1953 році зіграв у складі збірної Європи проти збірної Англії у матчі, присвяченому 90-річчю від дня заснування Англійської асоціації футболу. Матч завершився нічиєю — 4:4.
Учасник чемпіонату світу 1954 року у Швейцарії і чемпіонату світу 1958 року у Швеції. В обох випадках збірна Югославії припиняла участь на стадії чвертьфіналу, обидва рази поступаючись збірній ФРН.
Срібний призер чемпіонату Європи 1960 року у Франції. Зіграв у півфінальному матчі турніру проти збірної Франції, але не потрапив до складу на фінальну зустріч.

## Кар'єра тренера
Розпочав тренерську кар'єру відразу ж по завершенні кар'єри гравця, 1965 року, очоливши тренерський штаб клубу «Динамо» (Загреб). За два роки виграв з клубом Кубок Ярмарків, здолавши у фіналі англійський «Лідс Юнайтед». Бранко Зебець був дуже вимогливим тренером, який в будь-якій команд налагоджував залізну дисципліну і порядок.
В 1968 році очолив німецьку «Баварію», за рекомендацією Златко Чайковського, колишнього партнера по збірній Югославії і тренера ського клубу у 1963—1968 роках. Бранко Зебець відіграв значну роль, у встановленні «Баварії», яка за кілька років стане однією з найсильніших команд Європи, а в середині 70-х тричі поспіль здобуватиме Кубок Європейських чемпіонів.
Роль нового тренера відзначав провідний гравець клубу того часу Франц Беккенбауер: «Бранко вніс методику в наші думки і дії. З його приходом наша юність лишилася позаду. Ми стали профі в усьому — у відношенні до тренувань, у відношенні до життя. Він змінив і тактику гри, привніс деякі новинки. Так, наприклад, Бреннінгер ішов з лівого флангу атаки, тягнучи за собою захисника, на його місце вривався Пумм, і багато чого іншого».
У першому ж сезоні 1968-69 років під керівництвом нового наставника «Баварія» зробила золотий «дубль», вигравши чемпіонат і кубок ФРН. До слова, це була перша перемога мюнхенського клубу у Бундеслізі. Наступний сезон «Баварія» розпочала не так вдало, як попередній. Керівництво клубу вирішило змінити тренера. Наступником югославського спеціаліста став Удо Латтек, який так відгукувався про роботу свого попередника: «Я отримав вмілу, дисципліновану трупу, про яку не міг мріяти в самих сміливих мріях. Тепер від мене залежить збереження бойового духу і досягнення спортивних результатів».
В в наступні роки Зебець очолював команду «Штутгарт», після чого повернувся на батьківщину в клуб «Хайдук» (Спліт), з яким виграв кубок Югославії 1973 року. В 1974 році повернувся до Бундесліги в команду «Айнтрахт» (Брауншвейг), яку зумів підняти на третє місце чемпіонату.
Значних успіхів югославський тренер досягнув на наступному місці роботи — у німецькому «Гамбурзі», куди югослава запросив технічний директор клубу Гюнтер Нетцер. За команду грало не мало зірок європейського футболу, як то: Кевін Кіган, Манфред Кальц, Фелікс Магат, Горст Грубеш та інші. В 1979 році команда стала чемпіоном Німеччини, а за рік дійшла до фіналу кубка чемпіонів, де поступилася англійському клубу «Ноттінгем Форест».
Подальшій роботі тренера завадили далеко не футбольні проблеми. Бранко Зебець і раніше зловживав алкоголем, а уже під час тренерства в «Гамбурзі» ця його риса почала суттєво заважати роботі. Тренер не рідко став з'являтися п'яним на тренування, а іноді й на ігри. Зебець пішов з клубу, а за три роки «Гамбург» стане найсильнішим в Європі, подібно до того, як це було раніше з «Баварією».
Один з ключових гравців того «Гамбурга», а пізніше успішний тренер Фелікс Магат відзначав: "Якщо прибрати його алкоголізм, то це великий, ні, найвеличніший тренер. Коли про мене говорять як про учня Зебеця, я відчуваю себе улещеним… "
Надалі Бранко Зебець ще попрацював у клубах «Боруссія» (Дортмунд), «Айнтрахт»(Франкфурт-на-Майні) і «Динамо» (Загреб), але алкоголізм прогресував, почалися проблеми з печінкою, що призвели до летальних наслідків. Бранко Зебець помер 26 вересня 1988 року на 60-му році життя.
| Дата       | Місто                 | Господарі      | Результат | Гості          | Турнір                                   | Голи    | Примітки |
| ---------- | --------------------- | -------------- | --------- | -------------- | ---------------------------------------- | ------- | -------- |
| 24/06/1951 | Белград               | Югославія      | 7 – 3     | Швейцарія      | товариський матч                         | 2       |          |
| 23/08/1951 | Осло                  | Норвегія       | 2 – 4     | Югославія      | товариський матч                         | 1       |          |
| 02/09/1951 | Белград               | Югославія      | 2 – 1     | Швеція         | товариський матч                         | -       |          |
| 25/06/1952 | Загреб                | Югославія      | 4 – 1     | Норвегія       | товариський матч                         | 1       |          |
| 15/07/1952 | Гельсінки             | Югославія      | 10 – 1    | Індія          | Олімпійські ігри 1960 - 1 раунд          | 4       |          |
| 20/07/1952 | Тампере               | СРСР           | 5 – 5     | Югославія      | Олімпійські ігри 1960 - 1/8              | 2       |          |
| 22/07/1952 | Тампере               | СРСР           | 1 – 3     | Югославія      | Олімпійські ігри 1960 - 1/8 перегравання | -       |          |
| 25/07/1952 | Гельсінки             | Данія          | 3 – 5     | Югославія      | Олімпійські ігри 1960 - 1/4              | 1       |          |
| 29/07/1952 | Гельсінки             | ФРН            | 1 – 3     | Югославія      | Олімпійські ігри 1960 - 1/2              | -       |          |
| 02/08/1952 | Гельсінки             | Угорщина       | 2 – 0     | Югославія      | Олімпійські ігри 1960 - фінал            | -       |          |
| 21/09/1952 | Белград               | Югославія      | 4 – 2     | Австрія        | товариський матч                         | -       |          |
| 21/12/1952 | Людвіґсгафен-на-Рейні | ФРН            | 3 – 2     | Югославія      | товариський матч                         | -       |          |
| 16/01/1953 | Каїр                  | Єгипет         | 1 – 3     | Югославія      | товариський матч                         | -       |          |
| 09/05/1953 | Белград               | Югославія      | 1 – 0     | Греція         | Відбір до ЧС 1954                        | -       |          |
| 14/05/1953 | Брюссель              | Бельгія        | 1 – 3     | Югославія      | товариський матч                         | -       |          |
| 21/05/1953 | Белград               | Югославія      | 5 – 2     | Уельс          | товариський матч                         | -       |          |
| 05/06/1953 | Стамбул               | Туреччина      | 2 – 2     | Югославія      | товариський матч                         | -       |          |
| 18/10/1953 | Белград               | Югославія      | 3 – 1     | Франція        | товариський матч                         | -       |          |
| 08/11/1953 | Белград               | Югославія      | 1 – 0     | Ізраїль        | Відбір до ЧС 1954                        | -       |          |
| 21/03/1953 | Рамат-Ган             | Ізраїль        | 0 – 1     | Югославія      | Відбір до ЧС 1954                        | 1       |          |
| 28/03/1954 | Афіни                 | Греція         | 0 – 1     | Югославія      | Відбір до ЧС 1954                        | -       |          |
| 16/05/1954 | Белград               | Югославія      | 1 – 0     | Англія         | товариський матч                         | -       |          |
| 16/06/1954 | Лозанна               | Франція        | 0 – 1     | Югославія      | ЧС 1954 - группа                         | -       |          |
| 19/06/1954 | Лозанна               | Югославія      | 1 – 1     | Бразилія       | ЧС 1954 - группа                         | 1       |          |
| 27/06/1954 | Женева                | ФРН            | 2 – 0     | Югославія      | ЧС 1954 - 1/4                            | -       |          |
| 15/05/1955 | Белград               | Югославія      | 2 – 2     | Шотландія      | товариський матч                         | -       |          |
| 29/05/1955 | Турин                 | Італія         | 0 – 4     | Югославія      | Кубок Гере                               | 1       |          |
| 26/06/1955 | Белград               | Югославія      | 0 – 0     | Швейцарія      | Кубок Гере                               | -       |          |
| 19/10/1955 | Дублін                | Ірландія       | 1 – 4     | Югославія      | товариський матч                         | -       |          |
| 30/10/1955 | Відень                | Австрія        | 2 – 1     | Югославія      | Кубок Гере                               | -       |          |
| 11/11/1955 | Коломб                | Франція        | 1 – 1     | Югославія      | товариський матч                         | -       |          |
| 22/04/1956 | Белград               | Югославія      | 0 – 1     | Румунія        | товариський матч                         | -       |          |
| 29/04/1956 | Будапешт              | Угорщина       | 2 – 2     | Югославія      | Кубок Гере                               | -       |          |
| 17/06/1956 | Загреб                | Югославія      | 1 – 1     | Австрія        | Кубок Гере                               | -       |          |
| 09/09/1956 | Белград               | Югославія      | 4 – 2     | Індонезія      | товариський матч                         | -       |          |
| 16/09/1956 | Белград               | Югославія      | 1 – 3     | Угорщина       | Кубок Гере                               | -       |          |
| 30/09/1956 | Белград               | Югославія      | 1 – 2     | Чехословаччина | Кубок Гере                               | -       |          |
| 21/11/1956 | Глазго                | Шотландія      | 2 – 0     | Югославія      | товариський матч                         | -       |          |
| 28/11/1956 | Лондон                | Англія         | 3 – 0     | Югославія      | товариський матч                         | -       |          |
| 05/05/1957 | Афіни                 | Греція         | 0 – 0     | Югославія      | Відбір до ЧС 1958                        | -       |          |
| 12/05/1957 | Загреб                | Югославія      | 6 – 1     | Італія         | Кубок Гере                               | 1       |          |
| 18/05/1957 | Братислава            | Чехословаччина | 1 – 0     | Югославія      | Кубок Гере                               | -       |          |
| 15/09/1957 | Белград               | Югославія      | 3 – 3     | Австрія        | товариський матч                         | -       |          |
| 29/09/1957 | Бухарест              | Румунія        | 1 – 1     | Югославія      | Відбір до ЧС 1958                        | -       |          |
| 10/11/1957 | Белград               | Югославія      | 4 – 1     | Греція         | Відбір до ЧС 1958                        | -       |          |
| 17/11/1957 | Белград               | Югославія      | 2 – 0     | Румунія        | Відбір до ЧС 1958                        | -       |          |
| 20/04/1958 | Будапешт              | Угорщина       | 2 – 0     | Югославія      | товариський матч                         | -       | Капітан  |
| 11/05/1958 | Белград               | Югославія      | 5 – 0     | Англія         | товариський матч                         | -       | Капітан  |
| 08/06/1958 | Вестерос              | Шотландія      | 1 – 1     | Югославія      | ЧС 1958 - группа                         | -       | Капітан  |
| 11/06/1958 | Вестерос              | Франція        | 2 – 3     | Югославія      | ЧС 1958 - группа                         | -       | Капітан  |
| 15/06/1958 | Ескільстуна           | Югославія      | 3 – 3     | Парагвай       | ЧС 1958 - группа                         | -       | Капітан  |
| 19/06/1958 | Мальме                | ФРН            | 1 – 0     | Югославія      | ЧС 1958 - 1/4                            | -       | Капітан  |
| 14/09/1958 | Відень                | Австрія        | 3 – 4     | Югославія      | товариський матч                         | -       | Капітан  |
| 05/10/1958 | Загреб                | Югославія      | 4 – 4     | Угорщина       | товариський матч                         | 2       | Капітан  |
| 19/04/1959 | Будапешт              | Угорщина       | 4 – 0     | Югославія      | товариський матч                         | -       |          |
| 26/04/1959 | Базель                | Швейцарія      | 1 – 5     | Югославія      | Кубок Гере                               | -       |          |
| 31/05/1959 | Белград               | Югославія      | 2 – 0     | Болгарія       | Відбір до ЧЄ 1960                        | -       |          |
| 11/10/1959 | Белград               | Югославія      | 2 – 4     | Угорщина       | товариський матч                         | -       |          |
| 20/12/1959 | Ганновер              | ФРН            | 1 – 1     | Югославія      | товариський матч                         | -       | Капітан  |
| 08/05/1960 | Лісабон               | Португалія     | 2 – 1     | Югославія      | Відбір до ЧЄ 1960                        | -       |          |
| 11/05/1960 | Лондон                | Англія         | 3 – 3     | Югославія      | товариський матч                         | -       |          |
| 06/07/1960 | Париж                 | Франція        | 4 – 5     | Югославія      | ЧЄ 1960 - півфінал                       | -       | Капітан  |
| 09/10/1960 | Будапешт              | Угорщина       | 1 – 1     | Югославія      | товариський матч                         | -       | Капітан  |
| 07/05/1961 | Белград               | Югославія      | 2 – 4     | Угорщина       | товариський матч                         | Автогол | Капітан  |
| 04/06/1961 | Белград               | Югославія      | 2 – 1     | Польща         | Відбір до ЧС 1962                        | -       | Капітан  |
| Усього     |                       | Матчів         | 65        |                | Голів                                    | 17      |          |

## Титули і досягнення

### Як гравця
- Володар Кубка Югославії (3):

 «Партизан»: 1952, 1954, 1956-57
- Чемпіон Югославії (1):

«Црвена Звезда»: 1959-60
- Срібний олімпійський призер (1): 1952
- Віце-чемпіон Європи (1): 1960
- Найкращий бомбардир олімпійського футбольного турніру (1): 1952 (7 голів)

### Як тренера
- Чемпіон Німеччини (2):

«Баварія»: 1968-69
«Гамбург»: 1978-79
- Володар Кубка Німеччини (1):

«Баварія»: 1969
- Володар Кубка ярмарків (1):

«Динамо» (Загреб): 1966–67
- Фіналіст  Кубка європейських чемпіонів (1):

«Гамбург»: 1979-80
- Володар Кубка Югославії (1):

«Хайдук»: 1973